# Kevin King
Kevin King (Peachtree City, Georgia, 28 de fevereiro de 1991) é um tenista profissional norte-americano. Sua melhor classificação de simples é o N°. 277 da ATP alcançado em 21 de setembro de 2015, enquanto nas duplas, conquistou a posição de N°. 114 da ATP em 28 de julho 2014.

## Biografia
Kevin King começou a jogar tênis aos quatro anos. Seu pai, William, jogou futebol americano universitário na Universidade de Villanova; Já sua mãe, Nuala e sua Irmã, Lara, jogaram tênis universitário em Saint Leo University. Seu torneio favorito é o ATP de Atlanta. Gosta de jogar golfe e violão. Seu ídolo de infância era Pete Sampras. É um fã do time de futebol americano Pittsburgh Steelers. Seu objetivo no tênis é ser o número um do mundo.